# Neoscinella lugubria
Neoscinella lugubria är en tvåvingeart som först beskrevs av Curtis W. Sabrosky 1940.  Neoscinella lugubria ingår i släktet Neoscinella och familjen fritflugor. Inga underarter finns listade i Catalogue of Life.